# Наку, Артём
Артём Наку (род. 23 января 1991) — молдавский самбист и дзюдоист. Бронзовый призёр Первенства Европы по самбо среди юношей, бронзовый призёр Всемирной Универсиады 2013 по самбо, чемпион Молдовы по дзюдо 2011 и 2012 годов.
Братья Наку и Валерий также занимаются самбо и дзюдо.
На летней Универсиаде 2013 года Артём боролся в весовой категории до 62 кг. Прошёл предварительный раунд, одолев представителя Туниса Мохаммеда Тарека Садфи и болгарского самбиста Борислава Цекова. В четвертьфинале уступил россиянину Илье Хлыбову. В переквалификации Артём победил словака Якуба Бабьяра и таджика Нозимджона Олкирова, завоевав бронзовую медаль.